# Nunapitchuk
Nunapitchuk (engelsk: [nunɑˈpɪtʃək]) er en amerikansk by i Bethel Census Area i delstaten Alaska. I 2010 havde byen et indbyggertal på 496.